# Pink in Red
『Pink in Red』（ピンク・イン・レッド）は、2003年8月6日発売のBONNIE PINKの2枚組ライブ・アルバム。販売元はZealot。発売元はタイスケ。CDコードはTACD-003/004。

## 概要
『Pink in Red』はBONNIE PINK、初のライブ・アルバムである。2003年4月5日、赤坂BLITZで行なわれた『BONNIE PINK LIVE2003“Tonight,the Night”at AKASAKA BLITZ』のライブの模様をCDとDVDの2枚組みで収録した限定盤。
またCDにはボーナス・トラックとしてスタジオ録音の新曲が収録されている。

## 収録曲

### DVD
1. Heaven's Kitchen
2. Losing Myself
3. Passive-Progressivism
4. Thinking of You
5. Sleeping Child
6. Tonight,the Night
7. Communication
8. New York
  - （ディレクター：夏目現）

### CD
1. Your Butterfly
2. Over the Brown Bridge
3. Home
4. Rope Dancer
5. Need You
6. Present
7. 僕じゃなかったなら
8. 犬と月
9. April Shower ～四月の嵐～
10. Tonight,the Night
（ライブ・レコーディング・ディレクター：茂木英興）
11. Souldiers （Bonus Track）～スタジオ録音の新曲
(作詞・作曲：BONNIE PINK、プロデューサー：會田茂一、BONNIE PINK、録音：STUDIO GREENBIRD)